# Mesnil-Domqueur
Mesnil-Domqueur (picardisch: Au Mouni-Dontcheur) ist eine nordfranzösische Gemeinde mit 89 Einwohnern (Stand 1. Januar 2022) im Département Somme in der Region Hauts-de-France. Die Gemeinde liegt im Arrondissement Abbeville und ist Teil der Communauté de communes Ponthieu-Marquenterre und des Kantons Rue.

## Geographie
Die Gemeinde liegt rund neun Kilometer nordöstlich von Ailly-le-Haut-Clocher und acht Kilometer westlich von Bernaville. Zur Gemeinde gehört das Gehöft Ferme du Moulin. Das Gemeindegebiet liegt im Regionalen Naturpark Baie de Somme Picardie Maritime.

## Einwohner
| 1962 | 1968 | 1975 | 1982 | 1990 | 1999 | 2006 | 2011 |
| ---- | ---- | ---- | ---- | ---- | ---- | ---- | ---- |
| 92   | 86   | 70   | 81   | 79   | 57   | 80   | 91   |

## Sehenswürdigkeiten
- Kirche Saint-Sulpice[1]
- Souterrains (muches)
- Kriegerdenkmal

Zugang zum Souterrain in der Kirche
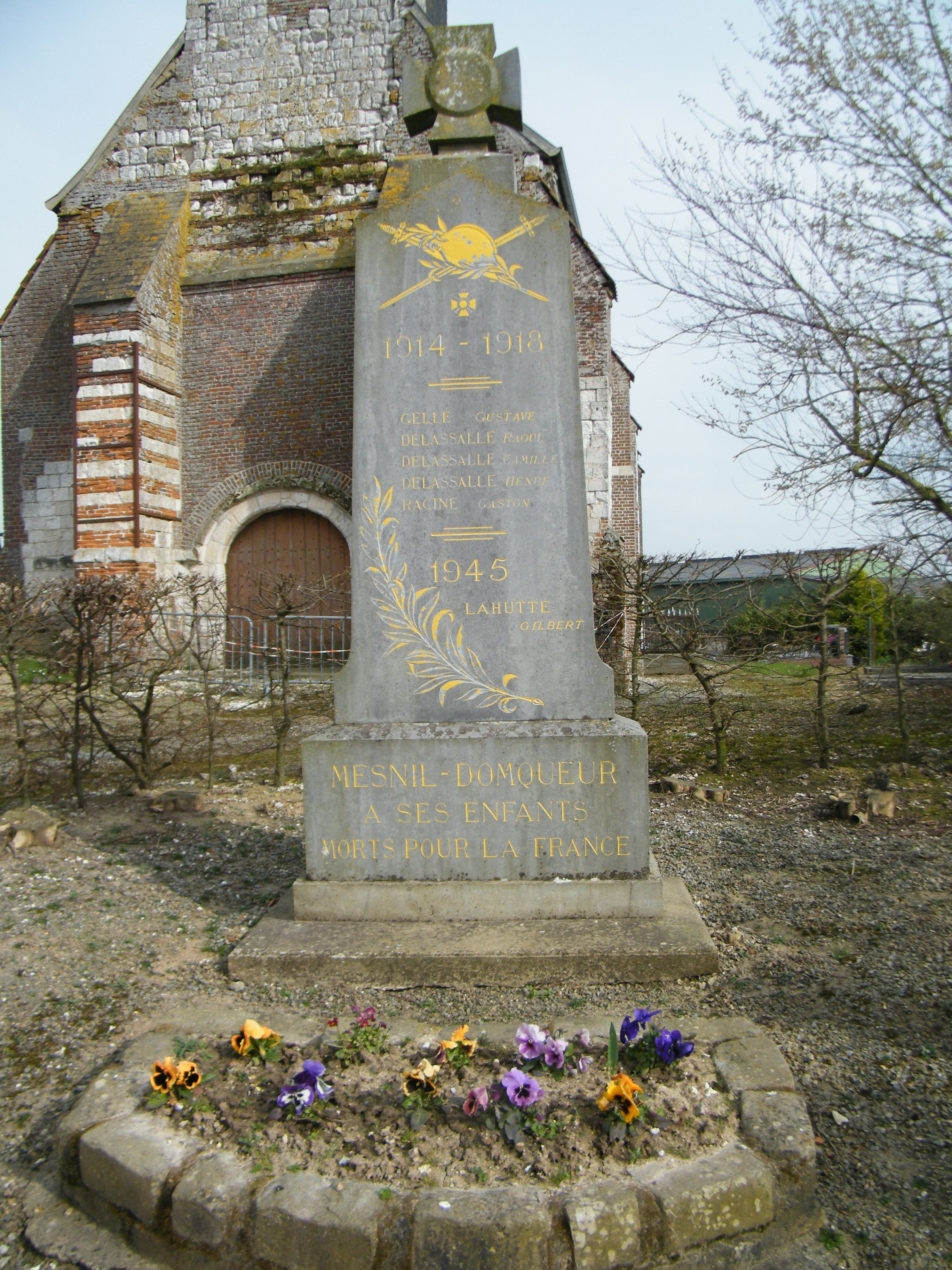
Kriegerdenkmal